# آرثر سيمونز
آرثر سيمونز (13 نوفمبر 1909 في أستراليا - 28 فبراير 1990) (بالإنجليزية: Arthur Simmons)‏ هو لاعب كريكت أسترالي.

## وصلات خارجية
- آرثر سيمونز على موقع إي آس بي آن كريك إنفو (الإنجليزية)